# Веселин Данов
Веселин Христов Данов е български бизнесмен и политик. Основател и ръководител на Българската партия на справедливостта. Разследван, че ръководил престъпна група, създадена за склоняване на жени към проституция, пране на пари и изнудване.

## Биография
Веселин Данов е роден на 2 юли 1953 година в София. Син на бившия министър на вътрешните работи и председател на Конституционния съд Христо Данов. Висшето си образование завършва във ВМЕИ – Варна, специалност „Радио техника и телевизия“. През 1979 открива първото частно студио за звукозапис в София на ул. „Жданов“.
През 1995 година започва частен бизнес в областта на хотелиерството. Става собственик на няколко хотела във Варна и един в курорта „Св. Константин и Елена“, на заведения, ресторанти и дискотеки във Варна и Балчик.
През 2003 година основава Българската партия на справедливостта. След три месеца участва в местните избори и печели две места в общинския съвет на Варна. Издава седмичен вестник „167 часа Варна“, закрит през 2006 година. През 2006 година нашумява като първия политик, участвал в телевизионно реалити – „ВИП Брадър“.
През 2007 година участва в местните избори във Варна, като кандидат за кмет и като водач на листа за общински съветници от Народняшка земеделска партия, успява да спечели два мандата. Вторият в листата се отказва от място в местния парламент в полза на сина на Веселин Данов – Христо Данов, който е трети.
На 12 септември 2008 година срещу него е проведена специализирана акция. Тя се провежда следобед в центъра на Варна, в нея са участват служители на ГД „Криминална полиция“ – София и на ОД на МВР-Варна. От пресцентъра на ОДП Варна съобщават, че около 16.00 часа на ул. „Княз Борис I“ 84 в центъра на Варна са проведени неотложни процесуално-следствени действия – оглед, претърсване и изземване в офиса на заложна къща „ВИП“ със собственик и управител Веселин Данов. Поводът за действията е образувано от Окръжна прокуратура – Варна досъдебно производство за склоняване към проституция, свързана с трафик на хора с цел получаване на облаги от тази дейност. Веселин Данов е задържан с полицейска заповед за 24 часа.
Данов изтърпява ефективно 2 години и половина от 3-годишната си присъда. През ноември 2010 година е условно предсрочно освободен от затвора. Предсрочното му освобождаване е по предложение на началника на затвора във Варна, което е било уважено от Варненския окръжен съд.